# جائزة الدولة التقديرية (مصر)
جائزة الدولة التقديرية هي جائزة رفيعة تُمنح سنويًا في مصر لمواطني جمهورية مصر العربية في عدة مجالات. لا يجوز تقسيمها ولا منحها لشخص واحد أكثر من مرة، ولا تمنح إلا لشخص ما زال على قيد الحياة. قيمة الجائزة (200000) مائتا ألف جنيه وميدالية ذهبية.

## مانحو الجائزة ومجالاتها
تتولى أكاديمية البحث العلمي والتكنولوجيا منح تسع جوائز، هي الجوائز الخاصة بالمجالات العلمية، وهي:
- خمس جوائز في مجال العلوم الأساسية، والعلوم الزراعية، والعلوم الطبية، والعلوم الهندسية.
- أربع جوائز للعلوم التكنولوجية المتقدمة في مجالات العلوم الأساسية والعلوم الزراعية والعلوم الطبية والعلوم الهندسية.

يتولى المجلس الأعلى للثقافة منح عشر جوائز للممتازين في الإنتاج الفكري في مجالات الفنون والآداب والعلوم الاجتماعية هي:
- أربع جوائز للعلوم الاجتماعية.
- ثلاث جوائز للآداب.
- ثلاث جوائز للفنون.